# Fajr 3
Pour les articles homonymes, voir Fajr-3.
Le système d'artillerie Fajr 3  est un lance-roquettes multiple iranien, le Fajr-3 est une copie du système nord-coréen M-1985 produit sous licence qui est lui même un dérivé du Katioucha. Il a été introduit dans les années 90 Fajr signifie 'aube' en arabe.

## Caractéristiques
Un système Fajr-3 complet est piloté par un équipage de cinq personnes et comprend également un véhicule de ravitaillement dédié avec une grue hydraulique. Le système est monté sur un châssis de Mercedes Benz 6x6., il ne possède aucun blindage ce qui réduit son poids mais en fait un véhicule très fragile. Le véhicule possède deux paniers à roquettes de 6 tubes chacun, une salve peut être tiré en 48 secondes et le rechargement du véhicule peut prendre jusqu'à 15 minutes.
La fusée, d'une longueur de 5,2 mètres et d'un diamètre de 23 centimètres, a une portée estimée de 45 km. La fusée pèse 407 kg et l'ogive 45 kg. La production a sans doute commencée en 1991. Le Fajr 3 a le même calibre, portée et ogive que trois systèmes nord-coréens connus. La fusée Fajr 5 a une portée de 75-80 km.
Certains médias ont rapporté que l'Iran avait testé un missile balistique appelé Fajr 3 mais ils l'ont peut-être confondu avec le missile Kosar.

## Utilisation
Début 2001, il a été rapporté que le Hezbollah avait installé une ceinture de lance-fusées multiples mobiles le long de la frontière nord d'Israël, prêts à être employés si ce pays lançait une offensive militaire sur le Liban. Des camions de fabrication japonaise Isuzu portent le système lance-fusées.

Pendant le conflit israélo-libanais de 2006 les militants du Hezbollah ont utilisé le Fajr 3 pour atteindre des villes comme Haïfa, Tibériade ou encore Nazareth.

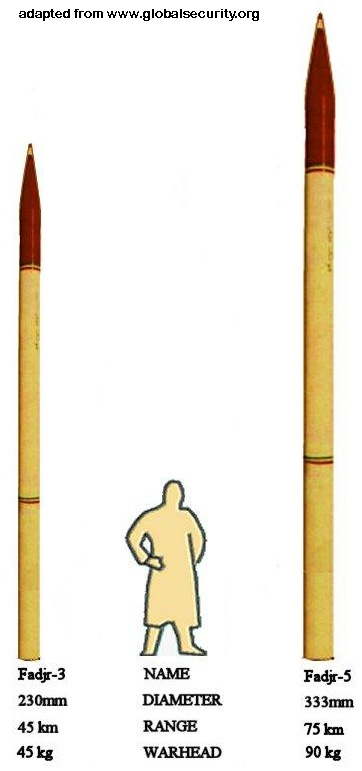
Dessin d'un Fajr 3 et d'un Fajr 5.